# 拱北桥 (休宁)
拱北桥又名岭下桥，位于中国安徽省黄山市休宁县蓝田镇迪岭村（岭下村）夹溪河上。该桥始建于宋代，明万历年间和清乾隆十年进行重建，桥4墩5孔，长70.7米，宽5米，高7.6米。这是安徽省现存最长的古廊桥。桥上筑有长廊，两侧设有木窗和长条凳。太平天国时期，太平军与湘军在此厮杀。1934年冬，红军方志敏部过境，曾在桥上过夜。2012年6月21日列为第六批安徽省文物保护单位。1980年、1999年、2003年、2014年，该桥多次对该桥进行维修。